# アミ 小さな宇宙人
『アミ 小さな宇宙人』（アミ ちいさなうちゅうじん、原題: Ami, el niño de las estrellas）はエンリケ・バリオス (Enrique Barrios) の小説。1986年（昭和61年）にチリで出版され、ベストセラーとなった。
本書は11か国語に翻訳されており、日本語版は1995年に『アミ 小さな宇宙人―アダムスキー マイヤーをしのぐUFO体験』というタイトルで、徳間書店の「超知ライブラリー」というオカルトやニューエイジを扱うシリーズの1冊として刊行された。徳間書店から2000年（平成12年）に『アミ 小さな宇宙人』に改題された新装改訂版、および2005年（平成17年）に徳間文庫から文庫版が刊行され、挿絵をさくらももこが担当したことで注目された。
1995年版の表紙には「宇宙の彼方、かつて地球を脱出した人々の住む星で、少年ペドゥリートが見せられたドーム型都市。そこでは、科学が高い精神性に支えられ、スーパーコンピューターによって、決して人を傷つけないシステムが、見事なまでに機能していた－。」と内容が説明されている。
続編として『もどってきたアミ 小さな宇宙人』『アミ3度目の約束 愛はすべてをこえて』、外伝として絵本『アミが来た』、他に『アミの世界』がある。

## あらすじ
少年ペドゥリートは祖母とのバカンス中、宇宙人アミ（アミーゴ＝友人の意味）に出会う。アミはペドゥリートをUFOに同乗させ、地球の上を飛ぶ間、本来の人間の生き方である『宇宙の基本法』を彼に教える。そして、月やオフィル星へと連れて行く。その後、再びアミと再会したぺドゥリートは、アミから紹介されたUFOに同乗することになった惑星キアの『双子の魂』である少女ビンカと出会い、老人クラトや『地球救済計画』の司令官などの人々と出会いながら宇宙の基本法について学ぶぺドゥリートとビンカ。そしてアミの両親と対面し、2人からアミとは違う『宇宙の基本法』について教えられて地球に、キアに帰還したぺドゥリートとビンカだがお互いにぺドゥリートとビンカが恋しくてたまらない。ぺドゥリートの方は、アミがまた来たと思ってもそれは隕石や飛行機など。そうした日常を過ごしていると、急にまたアミとビンカが円盤でやってきた。クラトとも再会しビンカと共に暮らしたい、ぺドゥリートと共に暮らしたい、と言う二人の願いを快く受け入れたアミはクラトをぺドゥリートのおばちゃんの所に預けて、再びぺドゥリートを円盤に乗せビンカの故郷キアに出発。ビンカの両親であるゴロとクローカと交渉するもクローカは大賛成したがテリであるゴロは大反対どころか、なんとキアの政府警察がビンカたちを連行してしまう事態に。そうしてビンカたちを助けてあげたぺドゥリートとアミはクローカとスワマになったゴロから快く地球に住む事を勧められたビンカを連れて『シャンバラ』を訪れ地底人シルクの話をきいた後、地球に帰ってきた。そしてぺドゥリートのおばちゃんとクラト、ビンカ改めナデア・ポペスクは意気投合。そしてアミは再び旅立っていきぺドゥリートとナデア、ぺドゥリートのおばちゃんとクラトは幸せに暮らしていくのだった。

## 登場人物
ペドゥリート
主人公。愛称はペドロ。地球人の少年。10歳(『アミ 三度めの約束 : 愛は全てをこえて』では12歳)。作中において『アミ 小さな宇宙人』をはじめとする三部作は彼の著作であると位置づけられている。2作目まではいとこがタイプライターで筆記したが、3作目は自分の手で書いている。実は、惑星キアのビンカと「双子の魂」であり、一度再会を約束し別れるも、『アミ 三度めの約束 : 愛は全てをこえて』で再会し、アミのおかげで彼女とクラトをおばちゃんと共に家族として迎え入れた。
アミ
地球よりずっと進歩した星・銀河人形からやってきた宇宙人。外見年齢は8歳ほどだが、実際にはもっと歳をとっている。悪戯と皮肉をよく言う。肉食を嫌う。実際、夕食のステーキを食べたペドゥリートに「よく死体を食べるな」とツッコんだ。本人曰く「悪戯っ子」。地球を進歩させるための活動の一環としてペドゥリートの前に現われ、UFOで各惑星に連れて行きながら文明社会として実現されるべき「宇宙の基本法」を説いていく。ペドゥリートのエゴを牽制しようときつい口調になることが少なくない。
ペドゥリートのおばちゃん
ペドゥリートの祖母で、夏休みによく温泉場の近くの家を借りる。本名はリリー。惑星キアの老人クラトと意気投合し、共に暮らすことになった。
ビクトル
ペドゥリートのいとこ。30歳を少し過ぎたくらいの年齢。銀行で働いている。ペドゥリートの話をもとに『アミ 小さな宇宙人』『もどってきたアミ 小さな宇宙人』をタイプライターで筆記した。ビクトル自身はペドゥリートの話をおとぎ話だとみなしている。いずれ書こうと思っている自著『知的欲求不満者の苦悶』執筆の練習台として筆記を引き受けたが、『アミ 小さな宇宙人』の成功により、宇宙を舞台にした作品の構想を練るようになった。
ビンカ
地球と同程度の遅れた惑星キアの少女。外見的にはペドゥリートと同年代だが、母星の公転周期の違いにより数字上の年齢は215歳となる。実は、ペドゥリートと「双子の魂」であり、一度再会を約束し別れるも、『アミ 3度めの約束 : 愛は全てをこえて』で再会し、両親のクローカとゴロから許可を貰い、ぺドゥリートたちと共に地球で暮らせる(厳密には、ペドゥリートのおばちゃんの養子になった)ようになった。地球に住むようになってからは、黒髪になり名前も『ナデア・ポペスク』と名乗っている。
クラト
キア星に住む百姓の老人。軍のスパイだったことがある。彼の名前もペドゥリートと同じく「石」を意味する。過去はテリであったが、スワマに変化した。かなり食い意地が張っている。飄々とした人物で、武装した乱暴者を前にしても平気でいる。愛について書かれた羊皮紙を持っている。『アミ 3度めの約束 : 愛は全てをこえて』で再登場。ぺドゥリートのおばちゃんと意気投合し、ビンカやぺドゥリートたちと共に地球で暮らすことを選んだ。地球に住むようになってからは「ペトゥレ・ポペスク」と名乗っている。
アミのママとパパ
アミの両親。ママは外見はぺドゥリート曰く「笑顔が可愛い女の子」。パパはぺドゥリート曰く「青い頭で髪の毛が生えておらず、アミ曰く科学者」。ぺドゥリートとビンカはパパを初めて見た時冗談だと思ったらしい。お互いに双子の魂。ぺドゥリートとビンカに息子のアミと同様に、「宇宙の基本法」を教訓した。
ペルリータ
『アミが来た』の主人公。ペットはネコのコポ。夜空の星が自分のものになればいいと夢見ている時にアミと出会い、その夢見ていた星の『愛によって結ばれた世界』を胸につける。しかし、アミの事を両親に話しても信じてもらえなかったが誕生日にクマの人形ポンピをもらった。その後、学校にくる日が来て駄々をこねて行きたがらなかったがアミと再会し、世界中の子供たちが楽しく学校に行く姿を見て、愛で世界が結ばれる素晴らしさに気付かされると共に嫌いだった学校に行けるようになった。

## 登場する惑星
地球
主人公ペドゥリートの住む惑星。未開な場所と考えられ、「第三水準（レベル）世界」とされている。地球各地で興った文明はアトランティス大陸の文明の残骸とされている。
オフィル星
ここには地球に起源を持つ人々が暮らしている。オフィル星をはじめ宇宙の基本法を知る文明社会には都市というものが存在しない。都市は多くの欠点を抱えた劣った生活形態とされている。太陽の五十倍位の大きさに見える恒星（実際は太陽の四百倍以上）を持つ。オフィルの人々の身長は三メートル程。
キア星
「進歩度」において地球と同程度の惑星。ビンカとクラトの故郷。地球が太陽のまわりを一周公転する間にキアの太陽のまわりを二十周する。テリとスワマの二つの人種が居住している。テリはさらにテリ・ワコとテリ・スンボという二つのグループに分かれ、常に争い合っている。各地にPP（ポリシア・ポリティカ、政治警察）が置かれ人々を監視し、不穏とみなした人物に制裁を加えている。
カリブール星
植物の研究と栽培に使われている惑星。アミは「宇宙植物園」と評している。遺伝子を扱う技師が数名住んでいるだけで他に住人はいない。
銀河人形
アミが住む惑星。アニメに出てくるような小人の町を連想させる風景が広がっている。

## 用語
ネクロファゴ
死体を食べる人、という意味。本作の世界観では肉食は罪の無い生き物を殺す残酷な行為であり、文明社会にあるまじき忌避されるべきものである。進歩した世界には他の動物を捕食する生物もいないとされる。
神
神は唯一とされる。神は創造のエネルギーであり純粋な愛の存在であり、同時に人間を含む万物が神であるとする汎神論的なものである。しかしながら神の一部分に過ぎない人間を切り離して神として崇拝することはアミの口から否定されている。
宇宙の基本法
愛に基本を置く法。エゴや悪感情が克服され、愛が行き渡ることにより軍備も罰則も競争も所有の観念も必要なくなる。これが本作における文明社会の条件である。アミたちは宇宙の基本法を中心としたルールに則り「救済計画」を行っている。「救済計画」の対象となるのは宇宙の基本法を知らない未開の惑星である。「救済計画」には愛を説く宗教の発祥を援助する事も含まれ、聖書に記された奇蹟にも宇宙人が行ったものがあるとする。ただし法で許されているのは、導きのためのほのめかしまでであり、集団でおおやけに正体を明かしたりしてはならない。
親交世界
宇宙の基本法を達成した文明社会の集合体。地球など未開状態に置かれた諸惑星を監視し、「救済計画」によって「第四水準（レベル）世界」に引き上げ親交世界の仲間入りさせることを目的とする。「救済計画」において銀河の中心に設置されたスーパーコンピューターが大きな働きを担う。保護を目的として集められた未開惑星の人々のデータを蓄積し、アミたちが乗るUFOの操作にも関わっている。
人間
宇宙人はそのテクノロジーにより地球人類の進化を調整したとされる。
進歩度
センソ・メトロ（感覚計）によって図られる指数。アミによれば「けだものに近いか“天使”に近いかの度合い」である。地球人の平均は550度で、以前の地球人の平均は450度だった。ある惑星が破滅の危機に陥った場合、700度以上の進歩度を持つ人は救出されることになっている。アミ等、救済計画を行う側の人間がみだりに自分や相手の進歩度の実数を明かすことは禁じられている。

## 著者
- エンリケ・バリオス（Enrique Barrios, 1945-）

## 著作
- Ami, el niño de las estrellas（1986年）
- Ami, regresa（1990年）
- Civilizaciones internas（1998年）

## 日本語訳
アミ 三部作
- 『アミ 小さな宇宙人：アダムスキーマイヤーをしのぐUFO体験』 石原彰二訳、徳間書店、「超知」ライブラリー、1995年3月、ISBN 4-19-8602638
- 『アミ 小さな宇宙人』 石原彰二訳、さくらももこ絵、徳間書店、(新装改訂版)、2000年11月、ISBN 978-4198612702
- 『アミ 小さな宇宙人』 石原彰二訳、さくらももこ絵、徳間書店、徳間文庫、2005年8月、ISBN 978-4-19-8922955
- 『戻ってきたアミ：小さな宇宙人　惑星へ、魂の恋人を求めて…』 石原彰二訳、徳間書店、「超知」ライブラリー、1996年7月、ISBN 4-19-8605378
- 『もどってきたアミ：小さな宇宙人』 石原彰二訳、さくらももこ絵、徳間書店、(新装改訂版)、2000年11月、ISBN 978-4198612719
- 『もどってきたアミ：小さな宇宙人』 石原彰二訳、さくらももこ絵、徳間書店、徳間文庫、2005年8月、ISBN 978-4-19-8922962
- 『アミ 3度めの約束：愛はすべてをこえて』 石原彰二訳、さくらももこ絵、徳間書店、2000年11月、ISBN 978-4198612726
- 『アミ 3度めの約束：愛はすべてをこえて』 石原彰二訳、さくらももこ絵、徳間書店、徳間文庫、2005年9月、ISBN 978-4-19-8923112